# La Roche-Clermault
Pour les articles homonymes, voir La Roche.
La Roche-Clermault est une commune française du département d'Indre-et-Loire, en région Centre-Val de Loire.
Ses habitants sont appelés les Clérimaldien(ne)s.

## Géographie

### Localisation
La Roche-Clermault se trouve à environ 6 km au sud de Chinon.

### Communes limitrophes
| Cinais  | Chinon            | Rivière |
|         | La Roche-Clermaul | Ligré   |
| Seuilly | Marçay            |         |

### Lieux-dits et hameaux
- Launay, Coutray, Chargé, les Jaltières, le Coteau de Reuffé.

### Hydrographie

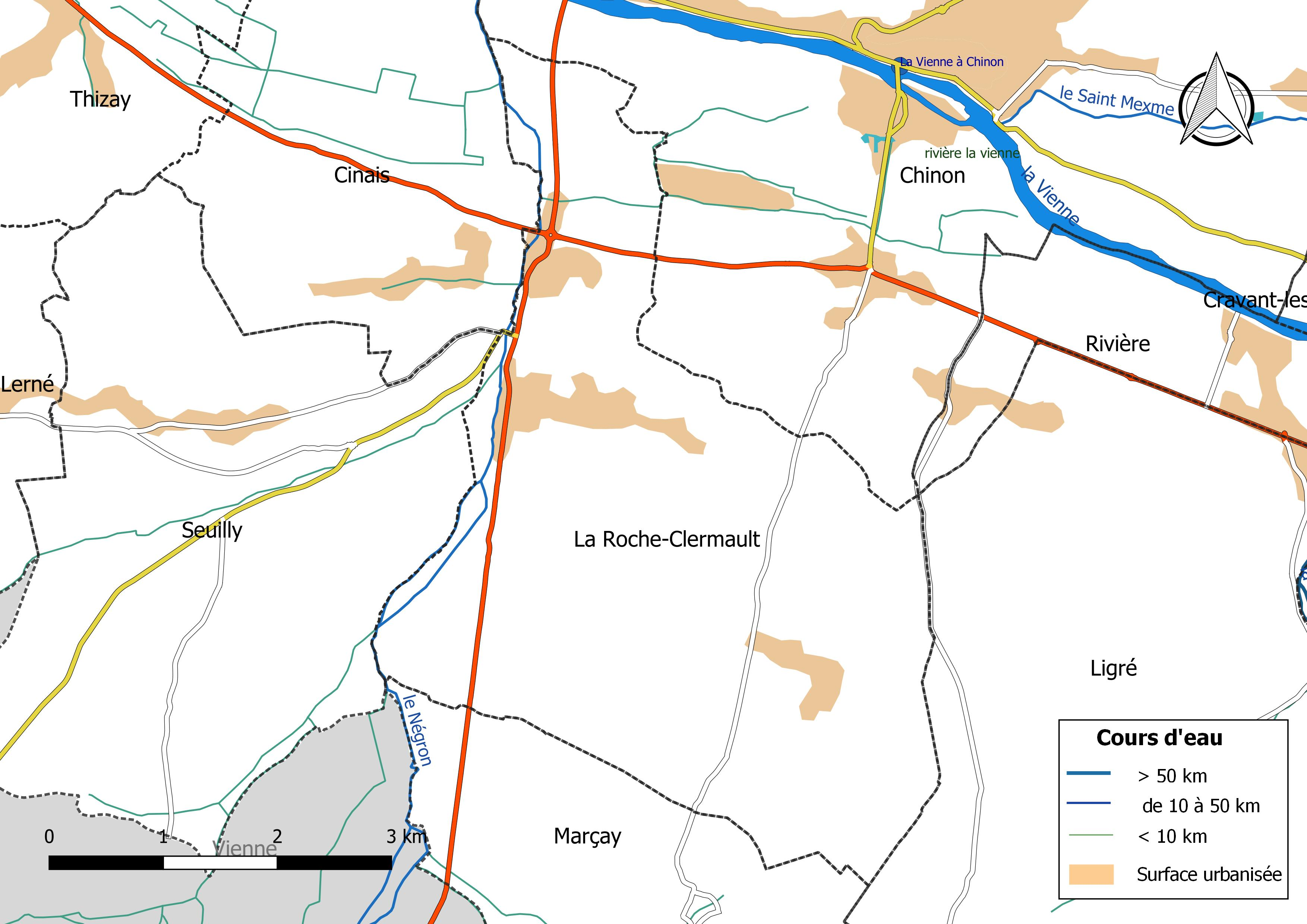
Réseau hydrographique de La Roche-Clermault.

Le réseau hydrographique communal, d'une longueur totale de 8,59 km, comprend un cours d'eau notable, le Négron (4,673 km), et sept petits cours d'eau pour certains temporaires,.
Le Négron, d'une longueur totale de 25,5 km, prend sa source dans la commune de Loudun (Vienne) et se jette dans la Vienne à Cinais, après avoir traversé 10 communes.
Sur le plan piscicole, le Négron est classé en deuxième catégorie piscicole. Le groupe biologique dominant est constitué essentiellement de poissons blancs (cyprinidés) et de carnassiers (brochet, sandre et perche).
Une zone humide a été répertoriée sur la commune par la direction départementale des territoires (DDT) et le conseil départemental d'Indre-et-Loire : « Le Marais de Taligny »,.

### Climat
Pour des articles plus généraux, voir Climat du Centre-Val de Loire et Climat d'Indre-et-Loire.
En 2010, le climat de la commune est de type climat océanique altéré, selon une étude du CNRS s'appuyant sur une série de données couvrant la période 1971-2000. En 2020, Météo-France publie une typologie des climats de la France métropolitaine dans laquelle la commune est toujours exposée à un climat océanique altéré et est dans la région climatique Moyenne vallée de la Loire, caractérisée par une bonne insolation (1 850 h/an) et un été peu pluvieux.
Pour la période 1971-2000, la température annuelle moyenne est de 11,8 °C, avec une amplitude thermique annuelle de 14,5 °C. Le cumul annuel moyen de précipitations est de 630 mm, avec 10,2 jours de précipitations en janvier et 6,5 jours en juillet. Pour la période 1991-2020, la température moyenne annuelle observée sur la station météorologique de Météo-France la plus proche, « Chinon - Viti », sur la commune de Chinon à 5 km à vol d'oiseau, est de 12,8 °C et le cumul annuel moyen de précipitations est de 671,9 mm,. Pour l'avenir, les paramètres climatiques de la commune estimés pour 2050 selon différents scénarios d'émission de gaz à effet de serre sont consultables sur un site dédié publié par Météo-France en novembre 2022.

## Urbanisme

### Typologie
Au 1er janvier 2024, La Roche-Clermault est catégorisée commune rurale à habitat dispersé, selon la nouvelle grille communale de densité à sept niveaux définie par l'Insee en 2022.
Elle est située hors unité urbaine. Par ailleurs la commune fait partie de l'aire d'attraction de Chinon, dont elle est une commune de la couronne,. Cette aire, qui regroupe 20 communes, est catégorisée dans les aires de moins de 50 000 habitants,.

### Occupation des sols
L'occupation des sols de la commune, telle qu'elle ressort de la base de données européenne d’occupation biophysique des sols Corine Land Cover (CLC), est marquée par l'importance des territoires agricoles (72,9 % en 2018), en diminution par rapport à 1990 (75,8 %). La répartition détaillée en 2018 est la suivante : 
terres arables (54 %), forêts (18,4 %), zones agricoles hétérogènes (10,5 %), zones urbanisées (7,4 %), prairies (5,4 %), cultures permanentes (2,9 %), milieux à végétation arbustive et/ou herbacée (1,3 %). L'évolution de l’occupation des sols de la commune et de ses infrastructures peut être observée sur les différentes représentations cartographiques du territoire : la carte de Cassini (XVIIIe siècle), la carte d'état-major (1820-1866) et les cartes ou photos aériennes de l'IGN pour la période actuelle (1950 à aujourd'hui).

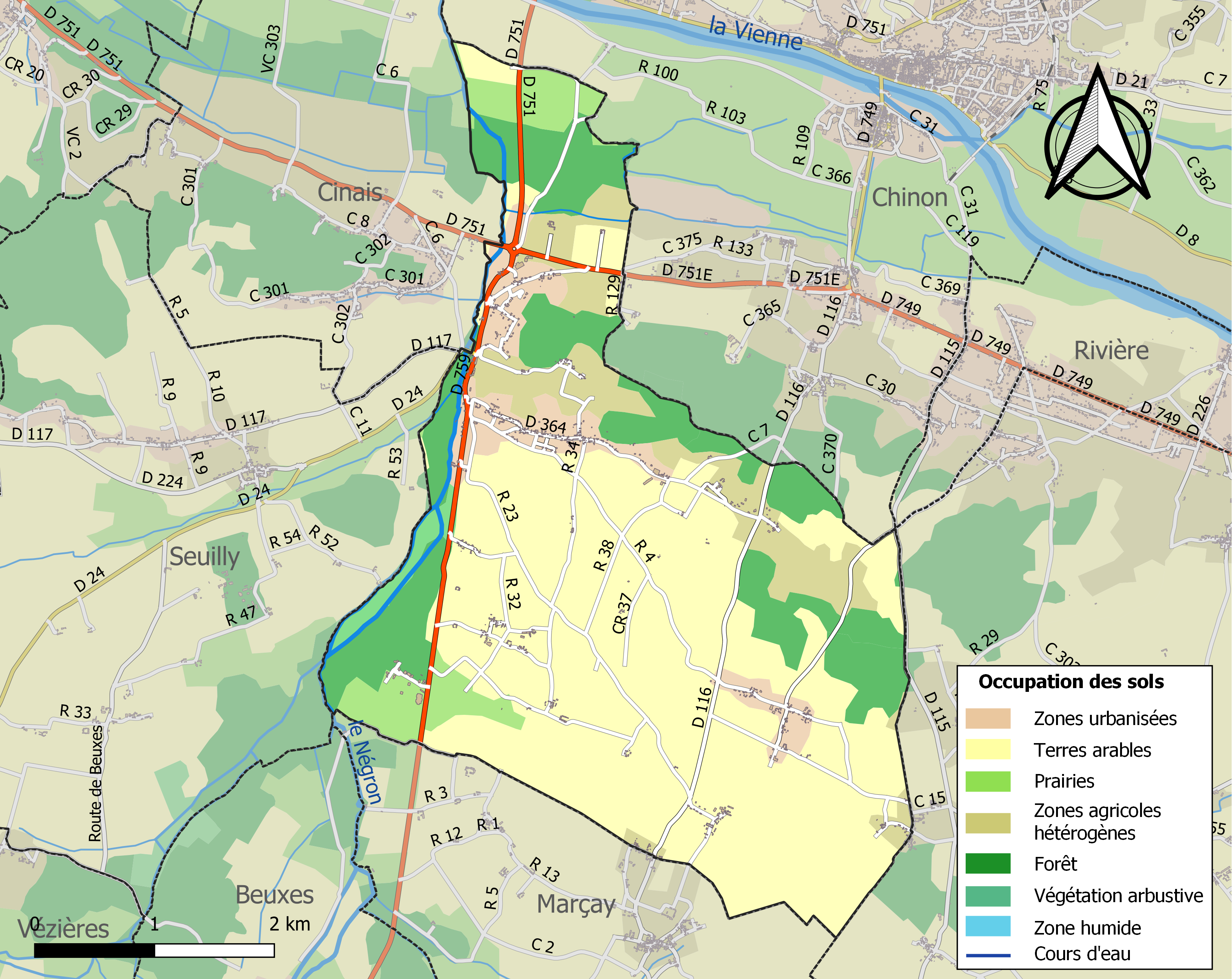
Carte des infrastructures et de l'occupation des sols de la commune en 2018 (CLC).

### Risques majeurs
Le territoire de la commune de La Roche-Clermault est vulnérable à différents aléas naturels : météorologiques (tempête, orage, neige, grand froid, canicule ou sécheresse), inondations, mouvements de terrains et séisme (sismicité faible). Il est également exposé à un risque technologique, le risque nucléaire. Un site publié par le BRGM permet d'évaluer simplement et rapidement les risques d'un bien localisé soit par son adresse soit par le numéro de sa parcelle.

#### Risques naturels
Certaines parties du territoire communal sont susceptibles d’être affectées par le risque d’inondation par débordement de cours d'eau, notamment le Négron. La commune a été reconnue en état de catastrophe naturelle au titre des dommages causés par les inondations et coulées de boue survenues en 1982, 1993 et 1999,.

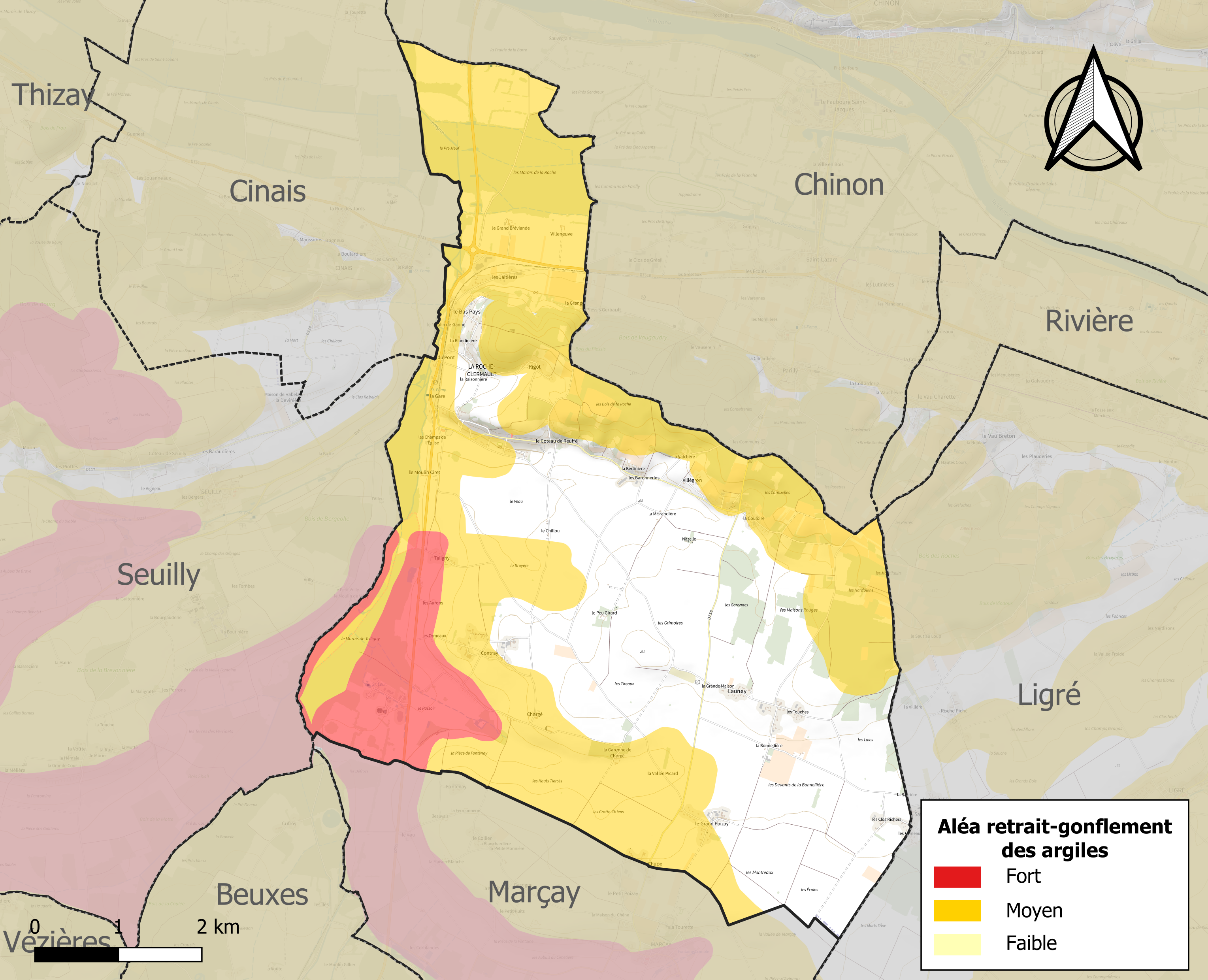
Carte des zones d'aléa retrait-gonflement des sols argileux de La Roche-Clermault.

La commune est vulnérable au risque de mouvements de terrains constitué principalement du retrait-gonflement des sols argileux. Cet aléa est susceptible d'engendrer des dommages importants aux bâtiments en cas d’alternance de périodes de sécheresse et de pluie. 58,5 % de la superficie communale est en aléa moyen ou fort (90,2 % au niveau départemental et 48,5 % au niveau national). Sur les 292 bâtiments dénombrés sur la commune en 2019, 150 sont en aléa moyen ou fort, soit 51 %, à comparer aux 91 % au niveau départemental et 54 % au niveau national. Une cartographie de l'exposition du territoire national au retrait gonflement des sols argileux est disponible sur le site du BRGM,.
Concernant les mouvements de terrains, la commune a été reconnue en état de catastrophe naturelle au titre des dommages causés par des mouvements de terrain en 1999.

#### Risques technologiques
En cas d’accident grave, certaines installations nucléaires sont susceptibles de rejeter dans l’atmosphère de l’iode radioactif. La commune étant située dans le périmètre immédiat de 5 km autour de la centrale nucléaire de Chinon, elle est exposée au risque nucléaire. À ce titre les habitants de la commune ont bénéficié, à titre préventif, d'une distribution de comprimés d’iode stable dont l’ingestion avant rejet radioactif permet de pallier les effets sur la thyroïde d’une exposition à de l’iode radioactif. En cas d'incident ou d'accident nucléaire, des consignes de confinement ou d'évacuation peuvent être données et les habitants peuvent être amenés à ingérer, sur ordre du préfet, les comprimés en leur possession.

## Histoire
Cette ancienne châtellenie et seigneurie, selon l'érudit Carré de Busserolle, a pour premier seigneur connu le chevalier Maingot, cité en 1142. En 1256, Roche-Clermault est à Bouchard de Marmande, suivi de Guillaume de Marmande (1278), puis dans la 1re moitié du XIVe siècle de Pierre de Marmande, sénéchal du Périgord cité en 1334 et 1342. Pierre agrandit ses domaines en épousant l'héritière Isabelle de La Haye (-Passavant), dame de La Haye et Faye-la-Vineuse. Les Marmande avaient quant à eux acquis Cravant et St-Michel ; Pierre et/ou sa fille héritière Marguerite sont aussi maîtres de fiefs qu'avait possédés Boucicaut vers 1360 : Azay, Chezelles et Savary.
Puis la Roche-Clermaut passe aux comtes de Sancerre par le mariage en 1357 de Marguerite de Marmande (v. 1335-v. 1371), fille unique d'Isabelle de La Haye et Pierre de Marmande, avec Jean III. Les d'Auvergne puis les Bueil héritent ensuite, la comtesse Marguerite de Sancerre (v. 1355-1418), fille héritière du comte Jean et de Marguerite de Marmande, ayant épousé en 1374 le dauphin Béraud II, puis leur dernière fille Marguerite-Dauphine d'Auvergne/de Clermont-Sancerre († 1436) ayant convolé en 1404 avec Jean IV (ou V) de Bueil († 1415 à Azincourt). On trouve ensuite comme sires de la Roche-Clermault : Catherine de Bueil (en 1430 ; sœur de Jean IV et fille de Jean III, épouse de Pierre de Villaines, prince d'Yvetot, aussi † 1415 à Azincourt) ; ladite Marguerite-Dauphine, veuve de Jean IV ; Louis de Bueil (fils puîné de Jean IV, tué dans une joute en 1447) ; Jean V (ou VI) de Bueil (v. 1406-1478), comte de Sancerre, amiral de France ; Edmond de Bueil-Sancerre, fils cadet de Jean V, en 1490 († v. 1495, en tout cas avant 1512 ; aussi seigneur de Marmande et de Faye).
La Roche-Clermault quitte ensuite les Bueil pour passer à la Maison de France, avec Jeanne de Valois, dame de Mirebeau, bâtarde de Louis XI et femme de Louis, bâterd de Bourbon, comte de Roussillon, amiral de France (v. 1450-1487) ; puis leur dernière fille Anne de Bourbon-Roussillon († 1528), dame de Mirebeau, mariée en 1492 à Jean III, baron d'Arpajon : dont Charlotte d'Arpajon qui jouit de la Roche-Clermault sa vie durant.
Puis retour aux Bueil, ou plus exactement à leurs descendants Gillier, aussi héritiers de Faye et de Marmande : Joachim Gillier de Puygar(r)eau (à Sossais et Saint-Genest) épousa Isabelle de Bueil, fille d'Edmond de Bueil ci-dessus : dont leur fils Bonaventure Gillier († 1584 ; mari en 1542 de Marie Babou) ; père de René Ier Gillier (sgr. de Puygareau, baron de Clermault, Marmande et Faye, gentilhomme ordinaire de la Chambre du Roi ; x 1582 Claude, dame du Plessis-Clairembault et de Saint-Gervais, fille de Pierre de Laval-Lezay) ; père d'Urbain Gillier et de Marie Chabot de Jarnac (mariés en 1614, parents d'autre René II Gillier, 1614-1713).
Mais en 1619 la terre de la Roche-Clermault alla à Balthazar Le Breton, seigneur de Villandry, mari d'Isabelle/Madeleine Gillier, fille de René Ier Gillier ; c'est leur fils Simon Le Breton qui rend hommage en 1643 ; Balthazar-Léonard Le Breton de Villandry est seigneur en 1680, et il marie Marie-Claude Bonneau de Rubellez, d'où Henriette-Marguerite Le Breton (v. 1689-1721) qui épouse en 1713 Louis-François, comte d'Aubigné (v. 1685-1745), baron de Cernusson ; À la fin du XVIIIe siècle, en 1772-1788, la Roche-Clermault appartient à Fortuné Bouin de Noiré (1728-1809), écuyer, bachelier en Sorbonne, chanoine de Saint-Mexme à Chinon, dernier fils de Louis Bouin de Noiré et Nancré, sgr. de Chezelles et de la Touche-Voisin.
Le château actuel fut construit en 1638, date portée, mais inachevé ; le château antérieur est en ruine sur l'aquarelle de Gaignières (1699) ; la chapelle porte la date 1602.

## Politique et administration

### Liste des maires

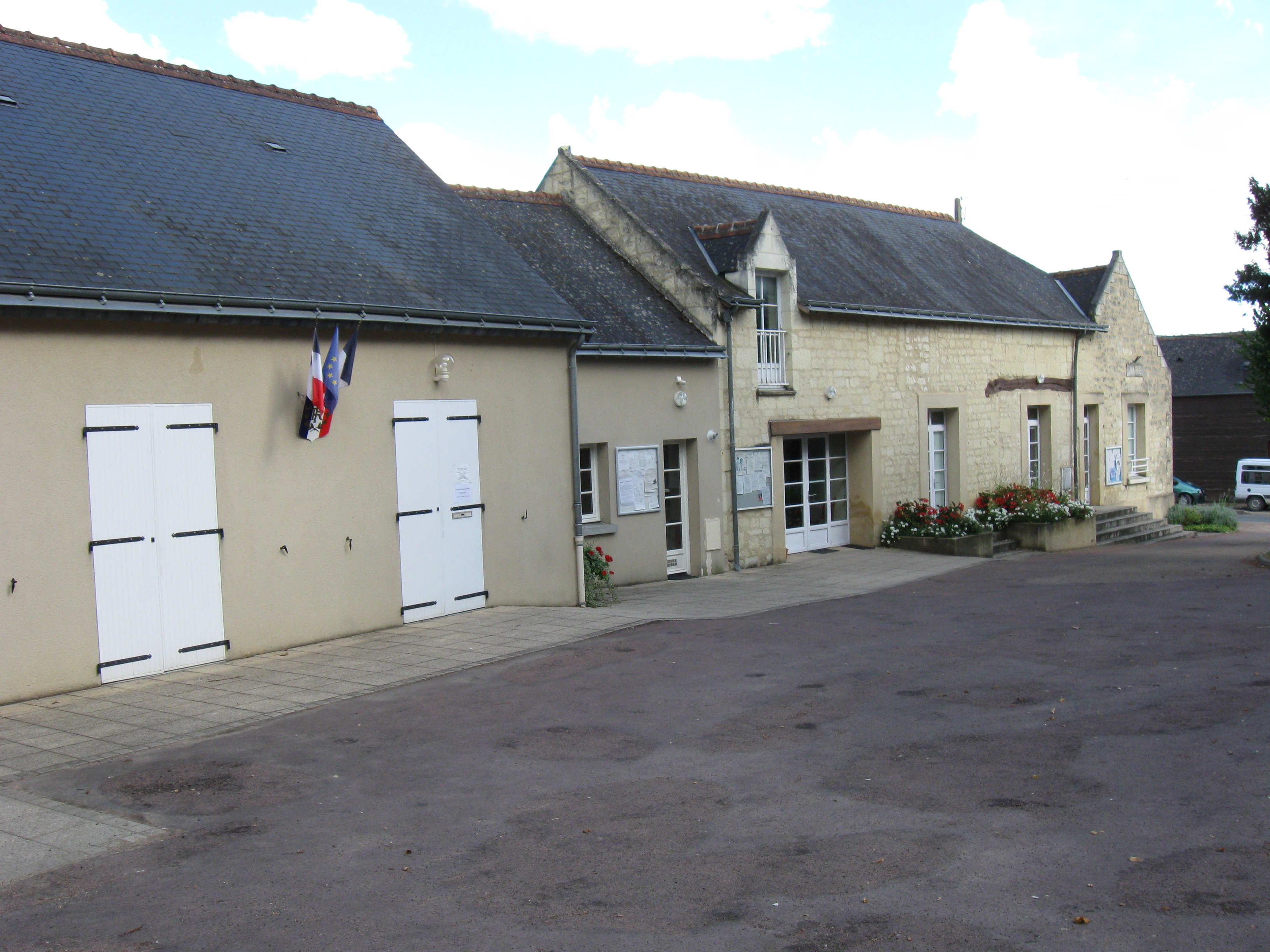
La mairie.

| Période                                  | Période  | Identité       | Étiquette | Qualité                                            |
| ---------------------------------------- | -------- | -------------- | --------- | -------------------------------------------------- |
| Les données manquantes sont à compléter. |          |                |           |                                                    |
|                                          | 1906     | Narcisse Binet |           |                                                    |
| mars 1977                                | 2001     | Jacques Cholet |           |                                                    |
| mars 2001                                | 2014     | Guy Laurent    |           |                                                    |
| mars 2014                                | 2018     | Jacky Manceau  | DVD       | Agriculteur retraité                               |
| février 2018                             | 2020     | Marinette Yvon |           | Intérim après le décès de Jacky Manceau puis Maire |
| 2020                                     | En cours | Jérôme Field   |           |                                                    |

## Population et société

### Démographie
L'évolution du nombre d'habitants est connue à travers les recensements de la population effectués dans la commune depuis 1793. Pour les communes de moins de 10 000 habitants, une enquête de recensement portant sur toute la population est réalisée tous les cinq ans, les populations de référence des années intermédiaires étant quant à elles estimées par interpolation ou extrapolation. Pour la commune, le premier recensement exhaustif entrant dans le cadre du nouveau dispositif a été réalisé en 2004.

En 2022, la commune comptait 546 habitants, en évolution de +6,43 % par rapport à 2016 (Indre-et-Loire : +1,67 %, France hors Mayotte : +2,11 %).
| 1793 | 1800 | 1806 | 1821 | 1831 | 1836 | 1841 | 1846 | 1851 |
| ---- | ---- | ---- | ---- | ---- | ---- | ---- | ---- | ---- |
| 551  | 577  | 649  | 590  | 632  | 622  | 595  | 644  | 640  |

| 1856 | 1861 | 1866 | 1872 | 1876 | 1881 | 1886 | 1891 | 1896 |
| ---- | ---- | ---- | ---- | ---- | ---- | ---- | ---- | ---- |
| 669  | 640  | 612  | 595  | 582  | 598  | 578  | 605  | 615  |

| 1901 | 1906 | 1911 | 1921 | 1926 | 1931 | 1936 | 1946 | 1954 |
| ---- | ---- | ---- | ---- | ---- | ---- | ---- | ---- | ---- |
| 612  | 597  | 566  | 508  | 525  | 511  | 527  | 487  | 512  |

| 1962 | 1968 | 1975 | 1982 | 1990 | 1999 | 2004 | 2006 | 2009 |
| ---- | ---- | ---- | ---- | ---- | ---- | ---- | ---- | ---- |
| 522  | 519  | 470  | 446  | 456  | 479  | 525  | 528  | 484  |

| 2014 | 2019 | 2022 | - | - | - | - | - | - |
| ---- | ---- | ---- | - | - | - | - | - | - |
| 517  | 527  | 546  | - | - | - | - | - | - |

### Enseignement
La Roche-Clermault se situe dans l'Académie d'Orléans-Tours (Zone B) et dans la circonscription de Chinon.
L'école primaire accueille les élèves de la commune.

## Culture locale et patrimoine

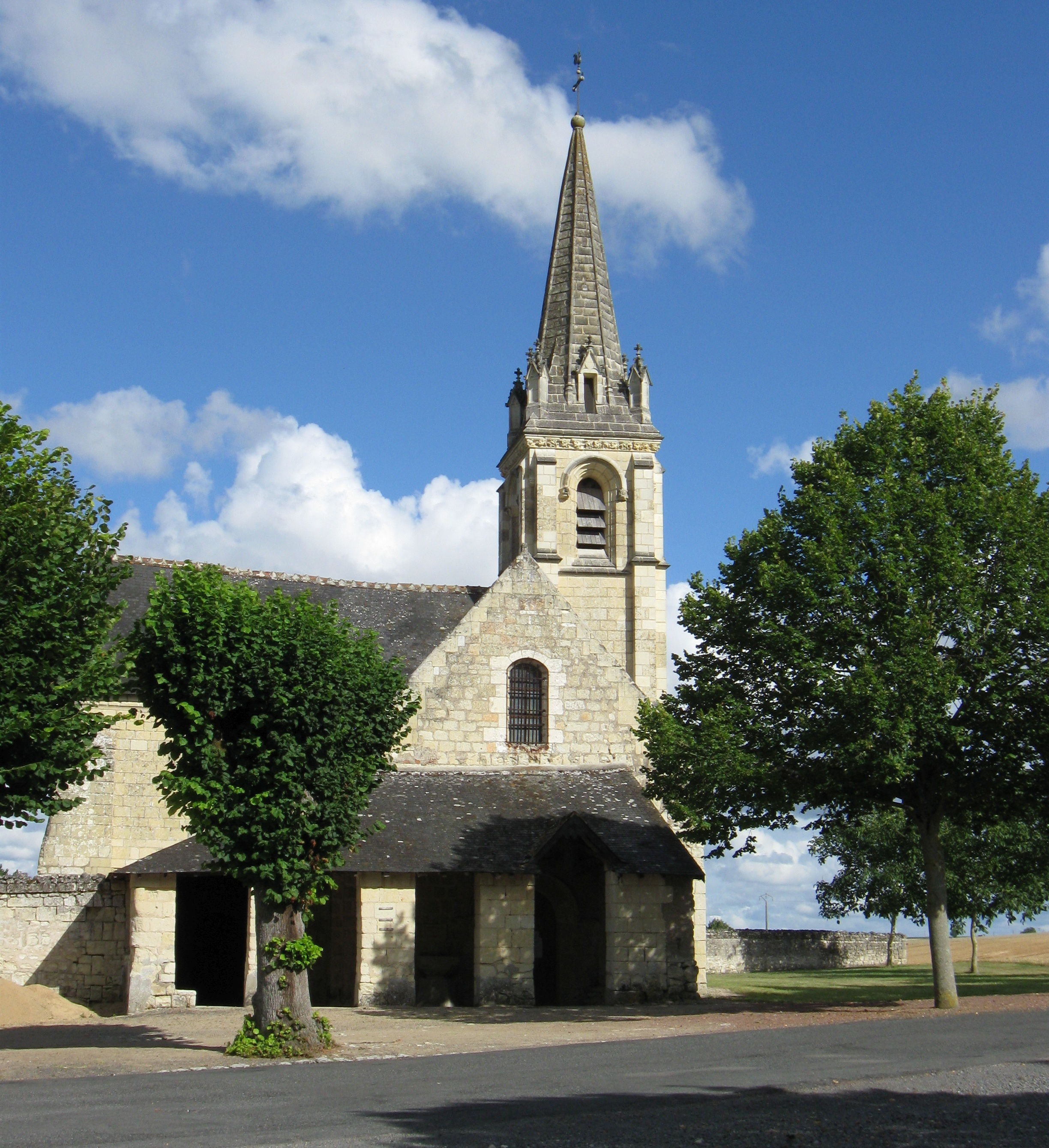
L'église Saint-Martin et son caquetoire.

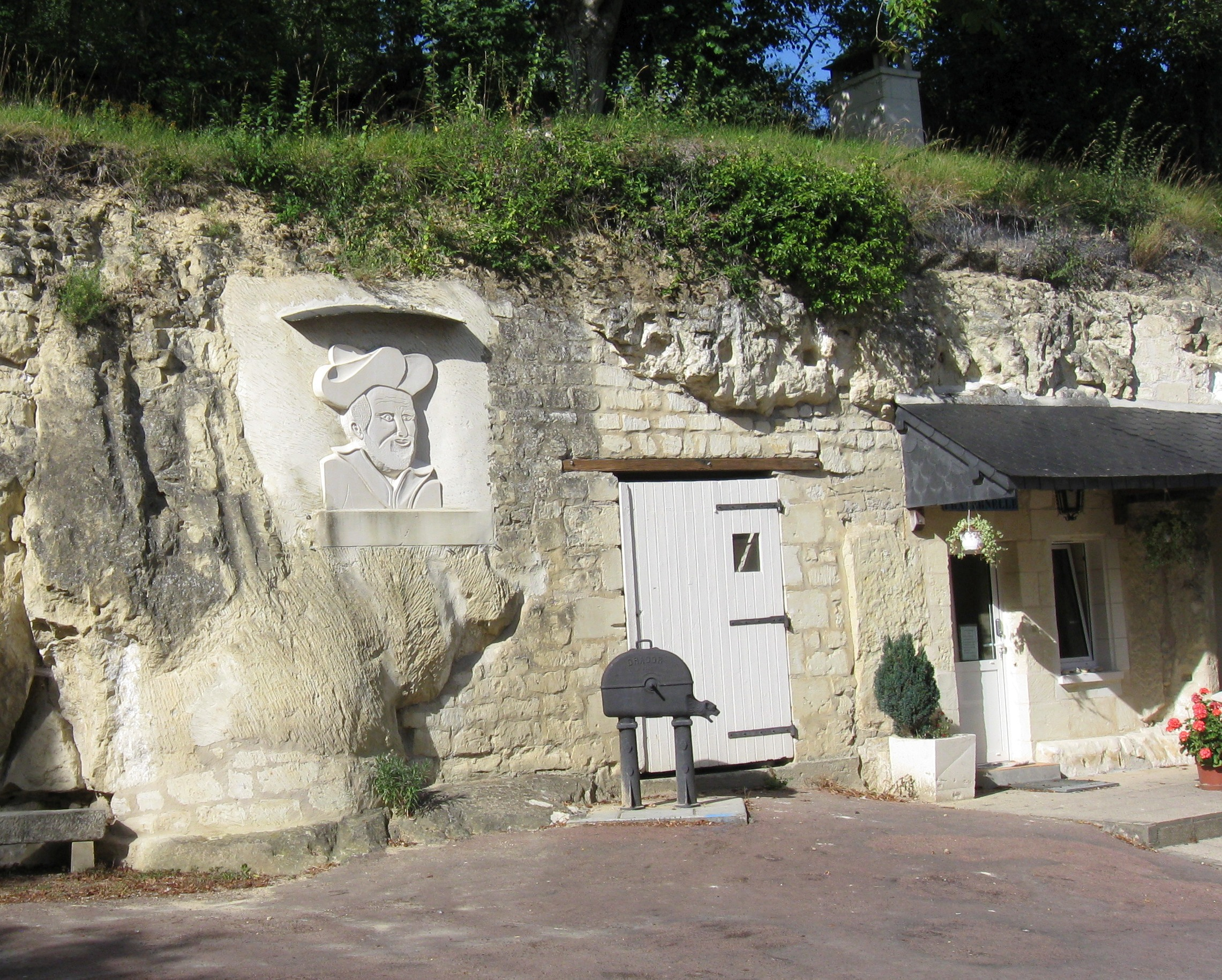
Portrait de Rabelais sculpté dans le tuffeau et habitation troglodytique.

### Lieux et monuments
- Église Saint-Martin, XIIe – XIIIe siècle

L’église Saint-Martin de La Roche-Clermault, XIe, XIIe – XVe siècle,  Classée MH (1985).
- Château de La Roche-Clermault, XVIIe siècle[35].

« Ce château, tant par art que par nature, par sa situation et ses assises, se trouvait là dans la plus heureuse position de défense. Aussi Picrochole l’assaillit, s’en empara, le fortifia, le pourvut de toutes les munitions qu’il put réquisitionner pour en faire un lieu de retraite. »
— Rabelais, Gargantua, ch. 28
- Maison de notable dite Hébergement de l'Aunay ou Grandmont, lieu-dit Launay[36].

### Personnalités liées à la commune
- René Joseph de Lanoue (1731-1795), général de division y est né.